# Har Jehošafat
Har Jehošafat (hebrejsky: הר יהושפט) je vrch o nadmořské výšce 508 metrů v jižním Izraeli, v pohoří Harej Ejlat.
Nachází se cca 6 kilometrů západně od centra města Ejlat a necelé 2 kilometry východně od mezistátní hranice mezi Izraelem a Egyptem. Má podobu výrazného odlesněného skalního masivu, jehož svahy na všechny strany prudce spadají do hlubokých údolí, jimiž protékají vádí. Na západní a jižní straně je to vádí Nachal Jehošafat, které ústí do vádí Nachal Šlomo, jež míjí horu na východní straně a pak teče do Akabského zálivu. Okolní krajina je členěna četnými skalnatými vrchy. Na jih od Har Jehošafat je to hora Har Rechav'am, na západě skalnatý hřeben Cukej Gišron. Na severní straně se terén dále zvedá směrem k hoře Har Šlomo, pod jejímiž svahy vede silnice číslo 12. Pouze východně od hory se terén srovnává do nevelké náhorní plošiny Ramat Jotam. Okolí hory je turisticky využíváno, prochází tudy Izraelská stezka, jež nedaleko odtud na egyptské hranici končí.